# Searching for David's Heart
Searching for David's Heart is een televisiefilm uit 2004 onder regie van Paul Hoen. Het verhaal is gebaseerd op dat uit het gelijknamige boek van Cherie Bennett.

## Verhaal
Tiener Darcy Deeton (Danielle Panabaker) heeft het moeilijk met het overlijden van haar broer David (Billy Aaron Brown). Omdat hij orgaandonor was, gaat ze samen met haar vriend Sam (Ricky Ullman) op zoek naar de persoon die zijn hart kreeg.